# Raspailia laciniata
Raspailia laciniata är en svampdjursart som först beskrevs av Carter 1879.  Raspailia laciniata ingår i släktet Raspailia och familjen Raspailiidae. Inga underarter finns listade i Catalogue of Life.